# Atlantea tulita
Atlantea tulita är en fjärilsart som beskrevs av Herman Dewitz 1877. Atlantea tulita ingår i släktet Atlantea och familjen praktfjärilar. Inga underarter finns listade i Catalogue of Life.